# Dorlisheim
Dorlisheim är en kommun i departementet Bas-Rhin i regionen Grand Est (tidigare regionen Alsace) i nordöstra Frankrike. Kommunen ligger i kantonen Molsheim som tillhör arrondissementet Molsheim. År 2022 hade Dorlisheim 2 626 invånare.

## Befolkningsutveckling
Antalet invånare i kommunen Dorlisheim
| Referens: INSEE |